# (34572) 2000 SY310
2000 SY310 (asteroide 34572) é um asteroide da cintura principal. Possui uma excentricidade de 0.07858860 e uma inclinação de 14.18432º.
Este asteroide foi descoberto no dia 26 de setembro de 2000 por LINEAR em Socorro.